# Dixan
Dixan (conosciuto anche come Persil, Wipp o LeChat, a seconda del paese in cui viene commercializzato) è un marchio di detersivo per il bucato prodotto e venduto dalla Henkel & Cie in tutto il mondo, esclusi Regno Unito, Irlanda, Francia, America Latina (tranne Messico), Cina, Australia e Nuova Zelanda, dove i diritti di produzione e vendita appartengono alla Unilever.

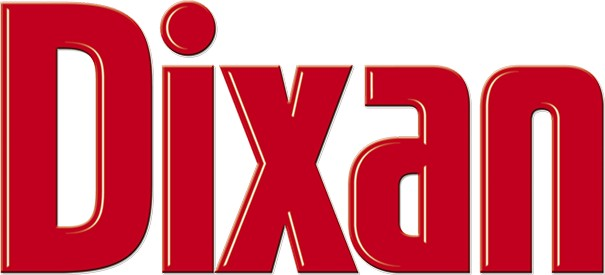
Il logo del prodotto

## Storia e commercializzazione
Lanciato sul mercato nel 1907, è principalmente noto come il primo detersivo per bucato "autoattivante" ad essere immesso sul mercato. Il nome Persil deriva da due dei suoi principali ingredienti, perborato di sodio e silicato.

### Diffusione in Europa

#### In Italia
Il Dixan è stato il primo detersivo per lavatrice comparso in Italia, lanciato sul mercato nel 1957.
Negli anni sessanta Dixan è presente nel mercato italiano, anche con lo storico "Mister X", personaggio diventato uno degli emblemi di Carosello. La comunicazione pubblicitaria continua negli anni ottanta con la testimonial Enza Sampò, con il viaggio nelle fibre di Andrea Giordana e più tardi di Tiberio Timperi.
Dixan è stato il primo marchio a proporre importanti innovazioni sostenibili nel campo della detergenza come il detersivo senza fosfati (1988).
Dal 2000 Dixan è impegnato nel sociale con il progetto Dixan per la Scuola, un'iniziativa didattico-solidale che ogni anno viene sviluppata attorno ad un tema di interesse ed attualità. Protagonisti e testimonial del progetto sono Cristina D'Avena e il prof. Dix, personaggio che si interfaccia con i ragazzi nella promozione delle diverse attività. Ad oggi Dixan per la Scuola ha visto coinvolti più di 20.000 istituti scolastici e ha partecipato alla costruzione di una scuola in India attraverso i finanziamenti a favore della fondazione Onlus l'Albero della Vita.
Il prodotto Dixan ha anche portato una certa innovazione nel campo, essendo stato il primo detersivo con azione a freddo (2002). Nel corso degli anni Dixan ha poi arricchito la sua gamma di prodotti con diverse varianti originali e innovative come ad esempio Dixan Cenere Attiva (2006).